# Isis Ontsluierd

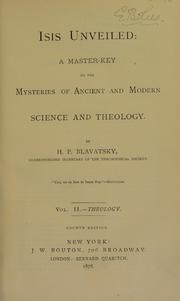
De voorpagina van Isis Unveiled

Isis Ontsluierd (Isis Unveiled) is de titel van een werk van de theosofe Helena Petrovna Blavatsky, dat in twee delen verscheen in 1877. Isis Ontsluierd heet een 'Meester-sleutel' te zijn 'tot de Mysteriën van Oude en Moderne Wetenschap en Theologie'. Het eerste deel gaat over wetenschap en het tweede over theologie. Ze werd bij haar schrijven geholpen door Kolonel Henry S. Olcott. Isis Ontsluierd ging vooraf aan haar hoofdwerk: De Geheime Leer (1888).
In de twee delen komt onder meer naar voren, dat Jezus een wijze profeet was, die de traditie van de aloude 'geheime leer' doorgaf, dat Petrus niet in Rome was en de Apostolische opvolging daarom nergens op is gebaseerd. Blavatsky wijst op de heidense traditie, die opgenomen werd in de 'nieuwe' religie van het christendom en uit haar weerzin jegens de ambitieuze orde van jezuïeten. Ook schrijft ze, dat Menes uit India kwam en de Egyptische beschaving sinds deze grondlegger dus voortkwam uit een Indiase kolonie. Er wordt gewezen op overeenkomsten tussen verschillende religies wereldwijd, die de zon, het vuur en het licht vereren. Verschillende geloofssystemen worden met elkaar vergeleken.

## Eerste deel
Het eerste deel heeft als ondertitel de 'onfeilbaarheid' van de moderne wetenschap en is ingedeeld in vijftien hoofdstukken, die onder meer gaan over 'de innerlijke en uiterlijke mens' (X), 'Egyptische wijsheid' (XIV) en India als 'bakermat van het ras' (XV).

## Tweede deel
Het tweede deel heeft als ondertitel de 'onfeilbaarheid' van religie en is ingedeeld in twaalf hoofdstukken, waaronder 'christelijke misdaden en heidense deugden' (II), 'mysteriën van de kabbala' (V), 'esoterische boeddhistische leer geparodieerd in het christendom' (VI) en 'de veda's en de Bijbel' (IX).

## Jezus
Uit de 'universele religie' zou een 'prehistorisch boeddhisme' zijn voortgekomen en daaruit het brahmanisme.
Volgens Blavatsky was Jezus, net als de apostel Paulus, een ingewijde van de 'universele wijsheidstraditie' en maakte hij net als Pythagoras onderscheid tussen exoterische- en esoterische leringen. Exoterische (openbare) leringen waren voor iedereen, esoterische (verborgen, geheime) leringen voor de gevorderden: de parabelen voor de menigte en de 'Mysteriën van het Koninkrijk van God' voor de apostelen. Een dergelijk onderscheid tussen toehoorders werd er ook gemaakt in de klassieke mysteriescholen: neofieten en 'perfecten'. Dit verklaart de zinsnede van Paulus: 'We spreken [alleen] wijsheid onder hen die perfect zijn' (1 Korinthiërs, ii, 6). Het paradijs of Gods koninkrijk vergeleek Blavatsky met het klassieke, goddelijke elysium. Volgens Blavatsky was Jezus een esseen, nazarener, profeet, magiër, exorcist (duiveluitdrijver) en religieus hervormer. De essenen zouden pythagoreeërs zijn geweest, voordat ze hun leer degenereerden door ze aan te passen aan die van boeddhistische missionarissen, die zich volgens Plinius aan de oevers van de Dode Zee hadden gevestigd. Jezus zou de leer van Sakyamuni Boeddha hebben gepredikt.
Het verhaal van de 'kindermoord door koning Herodes' zou te herleiden zijn tot het Indiase verhaal, waarin Kansa, de koning van Mathurâ, alle pasgeboren jongetjes in zijn rijk liet doden, toen hij Krishna, het zoontje van zijn nicht Devakî, niet vinden kon. Volgens kabbalisten echter ging het bij de 'kindermoord' om de vervolging van ingewijden, aangeduid als 'onschuldigen' en 'kindjes', tijdens de heerschappij van Herodes. In de Toledot Yeshu betrof het de vervolging van ingewijden onder de regering van koning Alexander Janneüs in de 1e eeuw v. Chr. Rabbi Yehôshûah Ben-Perahiah zou toen met Yehôshûah (Jezus), na diens inwijding in de geheime kennis door Elhânân, naar Alexandrië zijn gevlucht. Daar leerde Yehôshûah de geheime wijsheid van Egypte. In de Tela Ignea Satanae staat geschreven, wat Jezus kwalijk werd genomen door de joden: hij had, door zijn inwijdingen in Egypte, de grote geheimen van hun tempel, gesymboliseerd door de steen Shem ha-Mephorash, ontdekt; hij had die geheimen aan het gewone volk doorgegeven.

## Plagiaat
Het christendom zou veel van heidense, oosterse religies hebben overgenomen, zonder dat te vermelden, waarna die religies werden afgedaan als aanbidding van valse afgoden (duivel aanbidding). De Latijnse Kerk nam van de heidense 'exoterische' (openbare) traditie symbolen, riten, ceremonies, architectuur en kleding van de geestelijkheid over.

### Cherubijnen

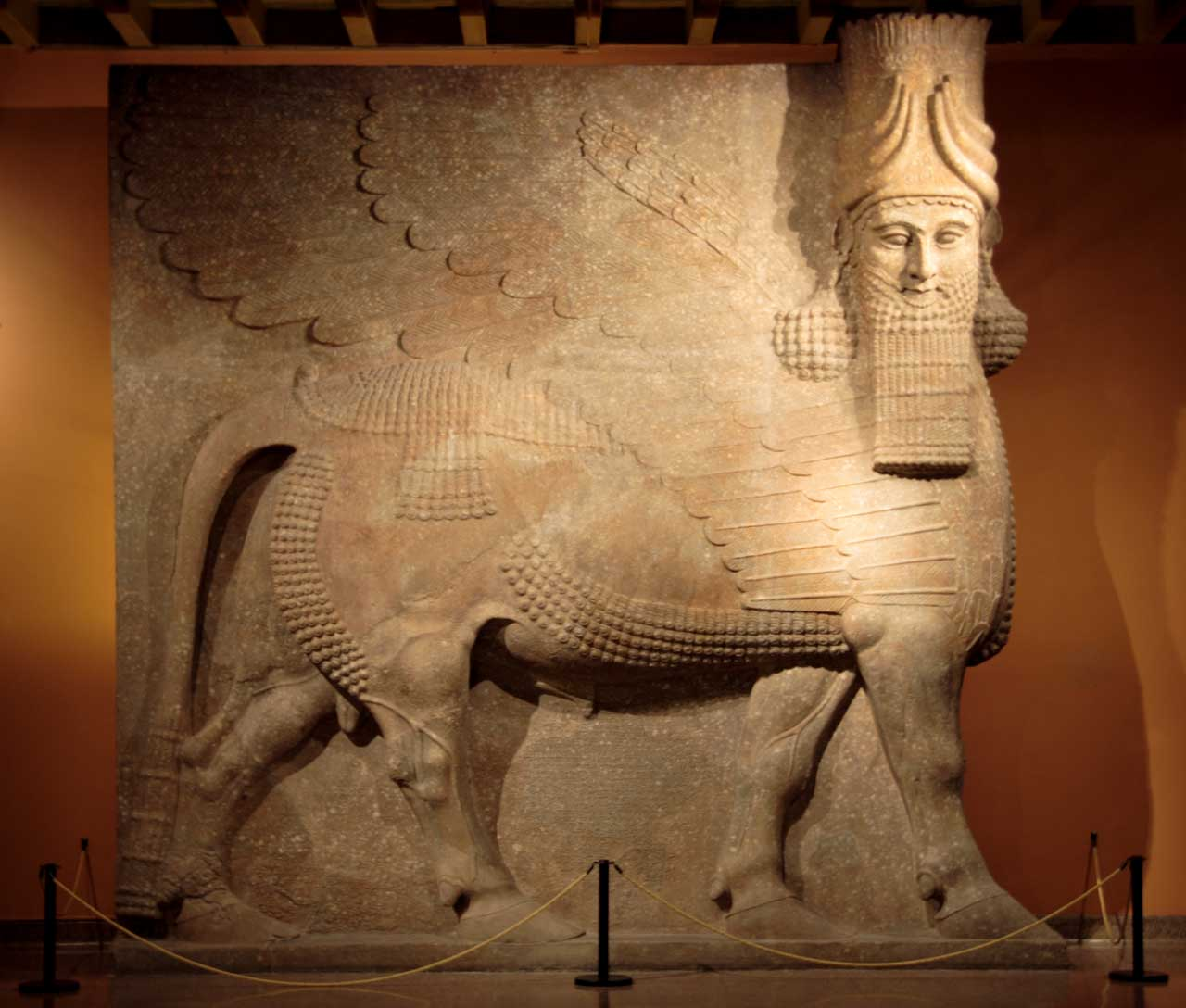
Karibu, stierman, uit Dur-Sharrukin, Oriental Institute (Chicago), Syrisch kalksteen, Nieuw-Assyrische Rijk, ca. 721-705 v. chr.

Zo waren de cherubijnen van de profeet Ezechiël, de dieren waarmee steevast de vier apostelen worden afgebeeld, overgenomen van Chaldeo-Babylonische genii: de Sed, Alaph of Kirub ( de stier met menselijk gezicht, vandaar cherubijn), Nergal (leeuw met menselijk gezicht), Ustur (de sphinx-man) en Nattig (mens met het hoofd van een adelaar). In het christendom wordt Marcus met een leeuw, Johannes met een adelaar, Mattheüs met een engel of draak en Lucas met een stier afgebeeld naar Babylonisch model. Ook valt daarbij te denken aan de Karibu (Lammasu) van Sumerië en Akkadië.

### Moeder en Kind
Moeder en Kind waren al te zien in de hindoeïstische Devaki en Krishna en de Egyptische Isis en Horus. Ishtar, Venus, Juno en veel meer heidense godinnen waren 'Koningin van de Hemel', 'Koningin van het Universum', 'Moeder van God' en 'Hemelse Maagd' etc.

### Drie-eenheid
De christelijke drie-eenheid (Vader, Zoon en Heilige Geest), waarbij Jezus Christus de Zoon was, gelijk aan de Vader, zou zijn overgenomen van de drie-eenheid van de Platonische leer: drie goden vertegenwoordigden een drievoudige omzetting van de Eerste Oorzaak (Eerste Oorzaak, Logos en ziel van het universum). Van Philo van Alexandrië kwam het idee van een Koning Messiah of Metatron als Logos (Woord), die hij overgenomen had van de 'oudste Kabbala'. Deze Messiah was 'de engel van de Heer' en Legatus (boodschapper), die 'in het vlees neerdaalde'. De vroege Kerk begon de neo-platonische rivalen naar het leven te staan, toen de verborgen leer (met metafysische allegorieën) zich met die van Aristoteles begon te vermengen. Aristoles' logica, volgens de 'inductieve methode', dreigde ook het hele christelijke systeem aan het licht te brengen. De kerkleer zou worden onthuld, waarin onder meer Jezus tot Logos (Woord Gods) was verklaard en tot Zoon, de tweede Persoon, binnen de drie-eenheid.
De drie-eenheid kwam via Plato en Pythagoras uit het Oosten. De bron ervan was volgens Blavatsky de drievoudige Trimurti van India, uit AUM, te vergelijken met de Hebreeuws-kabbalistische Ain-Soph (Niet-Iets, het grote Onbekende): de derde (de creatieve) triade is van transformatie, creatie en behoud (resp. Shiva, Brahmâ en Vishnoe); de tweede (de gemanifesteerde) triade bestaat uit Agni, Vayu en Surya; de eerste triade bestaat uit Nara, Virâj en Nârî. De laatstgenoemde drie-eenheid zou overeenkomen met de eerste drie sefirot van de Kabbala, die aan het begin staan van een reeks van tien emanaties (de sefirotboom): Kether (kroon), Chochmah (wijsheid) en Binah (begrip, rede of 'vrouwelijke wijsheid').
In dit verband werd de eerste zin van Genesis bewust verkeerd door kerkvaders vertaald, omdat anders de oorspronkelijke emanatieleer zou worden onthuld. In plaats van 'In den beginne schiep God hemel en aarde', moest be-rêshîth (wijsheid) goed vertaald worden: 'In wijsheid schiep God hemel en aarde'. Wijsheid is de Logos, de tweede sefirot Chochmah, de Protogonos (eerstgeborene), de androgyne Brahmâ, die uit het oorspronkelijke 'Gouden Ei' werd geboren, de Egyptische scheppergod Ptah. De Logos is de scheppergod, waar een Onbekende God (Svayambhû in het Sanskriet) aan voorafging.
Blavatsky ging uit van een oorspronkelijke, universele wijsheidsreligie, waardoor alle bestaande religies in de kern met elkaar overeenkomen; ze komen immers allemaal uit een en dezelfde oerbron. De openbare vorm van de 'nieuwe' christelijke godsdienst deed echter afbreuk aan de verborgen (geheime) traditie en werd tot de enige ware religie verheven.

### Petrus
De naam 'Petrus' kwam van de Chaldeeuwse titel van de hiërophant van de mysteriën, pether (vertolker). Toen Jezus zei: 'Op deze petra zal ik mijn Kerk bouwen', zou hij de rotstempel en als metafoor de mysteriën hebben bedoeld.
De scepter nam de paus over van de Pontifex Maximus, de Romeinse hogepriester, de kap van Magna Mater (Cybele). Die hoofdbedekking was een kopie van de tiara van Brahmâtma, de hogepriester van de ingewijden van het oude India.
De 'sleutels van Petrus' waren de sleutels van Janus en Cybele. De Brahmâtma van India droeg twee gekruiste sleutels (tot de mysteriën) op zijn tiara.

### Kleding
Volgens dr. Inman in zijn Ancient Pagan and Modern Christian Symbolism waren de mijter en pauselijke tiara uit het oude Assyrië overgenomen. De lituus (staf) van de auguren van Etruria. De kleding van de engelen kwamen van schilders en urnenmakers van Magna Grecia en Midden-Italië.

### Symboliek
De rozenkrans kwam van de Hindoes, de 'non' van de Egyptische Nonna, de aureool uit Babylonië en India.

## Vervalsing

### Apostolische opvolging
Volgens Blavatsky was er genoeg bewijs dat de apostel Petrus niet als martelaar in Rome stierf en dat het dogma van de apostolische opvolging een fabel is, verzonnen door de kerkvaders. Volgens George Reber, in zijn The Christ of Paul, kon Petrus alleen tussen het jaar 64 (toen hij in Babylon was) en 69 in Rome zijn geweest, omdat hij tijdens de regering van Nero (64-68) stierf. Petrus zou de Kerk van Rome aan Linus hebben overgedragen, die volgens Eusebius in zijn Kerkgeschiedenis twaalf jaar bisschop was, van het jaar 69 (een jaar na Nero's dood) tot 81.
Reber bewees dat er vóór de regering van Antoninus Pius geen gevestigde kerk in Rome bestond en dat de apostelen Petrus en Paulus de 'kerk' alleen aan Linus hadden kunnen overdragen tussen het jaar 64 en 68. Maar Linus werd pas in het jaar 69 bisschop.
Daarbij lag het niet in Petrus' karakter om zich tijdens Nero's regering in Rome te wagen, aangezien hij uit lafheid eerder driemaal zijn meester Jezus had verraden.
In de Grieks-Orthodoxe Kerk bestaat er, volgens Blavatksy, een traditie, die haar herkomst terugvoert tot een gnostische leider en dus niet tot Petrus. Alle vroege sekten kwamen volgens haar via 'prehistorisch Boeddhisme' uit de 'universele religie' voort.
Justinus de Martelaar, de 'grote kampioen van het christendom', schreef begin tweede eeuw in Rome en lijkt nog geheel onbekend met Petrus. Pas Irenaeus (ca. 140 - ca. 202) begon de Kerk van Rome met Petrus te verbinden. De christenen ontvluchtten Rome tijdens Nero's vervolgingen en het is onwaarschijnlijk dat ze juist toen in aantal toenamen. De toename van volgelingen zou evenwel de reden zijn geweest voor Petrus om van Rome zijn centrum te maken.
Petrus bleef een 'apostel van de besnijdenis'. Zijn opvolgers hadden zich daarom ook moeten laten besnijden, gelijk de eerste vijftien bisschoppen van Jeruzalem deden.
Blavatsky vond de geschiedenis van de joodse Sepher-Toledoth-Yeshu geloofwaardiger, waarin Petrus 'een trouwe dienaar van de levende God' werd genoemd, die zijn leven in Babylon sleet op de top van een toren. Na Petrus' dood ging een ándere prediker naar Rome die deed alsof Petrus de leringen van zijn meester had veranderd.

### Heilige Stoel van Petrus
Van de Stoel van Petrus (Heilige Stoel) bestaan twee 'originelen'. Volgens Bower in zijn History of the Popes werd er tijdens het schoonmaken van de eerste stoel in 1662 op stukken ivoor de 'twaalf werken van Herakles' gevonden, waarna er een ander voor in de plaats werd gesteld. Hierop bleken in 1795 Arabische letters te staan met de mohammedaanse geloofsbelijdenis. Volgens professor Alexander Wilder in zijn Ancient Symbolworship was Petrus nooit in Rome en stamde de eerste 'Heilige Stoel' uit de periode, waarin de inwijdeling tijdens de heidense mysteriën een openbaring te zien kreeg op een petroma, een dubbele set stenen tabletten, gebruikt door de hiërofant (inwijder). 'Pether' was in het Fenicisch en Chaldeeuws een 'vertolker' (hiërofant), in het oud Aramees en Hebreeuws 'Patar'. PTR komt in inscripties op oude Egyptische grafkisten voor.

## Constantijn de Grote
Vol verontwaardiging schreef Blavatsky over Constantijn de Grote, dat hij volgens Eusebius beloond was met een visie van Christus zelf, die zijn kruis dragend hem opdroeg onder zijn bescherming naar nieuwe triomfen op te marcheren, terwijl deze eerste christelijke, Romeinse keizer zijn vrouw in kokend water verdronk, zijn kleine neefje afslachtte, twee zwagers met zijn vrome handen vermoordde, zijn eigen zoon Crispus doodde, verschillende mannen en vrouwen dood liet bloeden en een oude monnik in een put verdronk.

## Jezuïeten
Blavatsky was ook fel gekant tegen de jezuïeten, die ze als volgt beschreef: 'Die doortrapte, geleerde, gewetenloze, verschrikkelijke ziel van jezuïtisme binnen het Romanisme' met 'weerzinwekkend wellustige, hypocriete en demoraliserende' voorschriften. Ze zette deze 'principes' van het jezuïtische genootschap, dat de hele wereld enorme morele schade toebracht, af tegen de deugd en moraliteit, die van kandidaten vereist werden om aan de heidense mysteriën deel te nemen. Haar leraar K.H. (Koot-Hoomi Lal Singh) uitte zich in de Mahatmabrieven in soortgelijke bewoordingen in een brief aan A.O. Hume en in een brief aan A.P. Sinnett noemde hij Dostojewski's Groot Inquisiteur (1879-1880) 'de helderste en betrouwbaarste beschrijving van de Orde van Jezus [(de jezuïeten)] die ooit daarvoor was gegeven'.
De jezuïeten vormen volgens Blavatsky een geheim genootschap met sterke banden met de vrijmetselarij, met name in Frankrijk en Duitsland. Vanaf het begin in 1534 kwam de openbare moraal tegen hen in opstand en werden de jezuïeten verdreven: in 1578 uit Portugal en de Lage Landen, uit Frankrijk in 1594, uit Venetië in 1606, uit Napels in 1622, uit Sint Petersburg in 1816, uit heel Rusland in 1820. De 'onfeilbare' paus Clemens XIV schafte de orde op 23 juli 1772 af, maar de even onfeilbare paus Pius VII herstelde dat op 7 augustus 1814.
Ambtenaren van het Franse Parlement legden 5 maart 1762 een aanklacht voor aan koning Lodewijk XV, verschenen als Extraits des Assertions, waarin de 'Orde van Jezus' werd verdacht van diefstal, leugens, meineed, onzuiverheid, misdaad, moord, oudermoord, koningsmoord, het vervangen van religie door bijgeloof, tovenarij, godslastering en idolatrie. Hun wetten werden in 1558 door de jezuïet Polancus in het Latijn vertaald en geheim gehouden. Ze kwamen pas aan het licht in het beroemde proces van padre La Valette in 1762. Blavatsky refereert daarbij aan het boek History of the Jesuits (1889) van Giovanni Battista Nicolini (1792-1861). Pas eind november 1764 ondertekende de koning een edict, waarmee de orde in het hele land werd ontbonden.
De orde kent zes verschillende graden en daarboven een geheime groep, die alleen aan de 'Generaal' bekend is. De 'Orde van Loyola' zou de reorganisatie van de Inquisitie tot haar hoogste prestaties rekenen en nu (schrijven 1877) in Rome almachtig zijn.
Volgens MacKenzie in zijn Royal Masonic Cyclopaedia (p.369): 'De orde heeft geheime tekens en wachtwoorden volgens de graden waar de leden toe behoren en aangezien ze geen specifieke kleding dragen, is het erg moeilijk om ze te herkennen, tenzij ze zichzelf als leden van de orde voorstellen; want ze kunnen zich voordoen als protestanten of katholieken, democraten of aristocraten, ongelovigen of dwepers, al naargelang de speciale missie die hen is toevertrouwd. Hun spionnen zijn overal, van alle rangen en standen, en ze kunnen geleerd en wijs lijken of eenvoudig en dwaas, afhankelijk van de aanwijzingen die ze hebben gekregen. Er zijn jezuïeten van beider geslacht en alle leeftijden (..) We kunnen niet genoeg waakzaam zijn, want het hele genootschap, gebouwd op de wet van directe gehoorzaamheid, kan op ieder moment zonder aarzelen met fatale precisie toeslaan.'
Volgens Pater Alagona in zijn St. Thomae Aquinatis Summae Theologiae Compendium: 'Het is op Gods bevel wettig een onschuldig persoon te doden, te bestelen of te verkrachten (Ex mandato Dei licet occidere innocentem, furrari, fornicari); want hij is de Heer van Leven en dood; en het is aan hem toe te schrijven zijn bevel zo uit te voeren.' Volgens Anthonio Escobar y Mendoza in zijn Universae Theologiae Moralis receptiores etc mag een geestelijke korte tijd zijn habijt opzijleggen voor een zondig doel en is hij daarbij vrij van misdaad en zal hij daarvoor niet met excommunicatie worden bestraft.

## Tempeliers en vrijmetselarij
Volgens Blavatsky was slechts een klein aantal leiders van de tempeliers en enkele rozenkruisers van de 17e eeuw, altijd in nauw verband met Arabische alchemisten en ingewijden, in het bezit van het 'verloren woord', dat, slechts van 'mond tot oor, en het woord zacht' (gesproken), werd doorgegeven.
De orde van de tempeliers, in 1118 gesticht door de ridders Hugues des Payens en Geoffrey de Saint-Adhémar, zou als werkelijk doel het herstel van de primitieve, geheime verering hebben nagestreefd. De ware versie van Jezus' geschiedenis en het vroege christendom werd aan Hugh de Payens overgeleverd door de hogepriester van de 'Orde van de Tempel' (de sekte van nazareners of van Johannes de Doper), genaamd Theocletes. Daarna werden enige ridders in Palestina ingewijd. Hun geheime doel zou vrijheid van intellectuele gedachte en het herstel van de ene en universele religie zijn geweest. De orde was vanaf het begin anti-katholiek. Het rode kruis op de witte mantel stond voor de vier windrichtingen en was het embleem van het universum. De ridders werden terecht door Filips IV van Frankrijk van ketterij (volgens het standpunt van de kerk) beschuldigd, want ze geloofden niet in (Jezus) Christus als Godmens of als redder van de wereld, wezen het wonder van zijn geboorte en zijn daden af, geloofden niet in de transsubstantiatie, de heiligen, heilige relieken en het vagevuur. De Christus Jezus zou in hun ogen een valse profeet zijn, maar de mens Jezus een 'broeder'. Ze zagen Johannes de Doper als hun patroon, maar niet zoals hij in de bijbel werd voorgesteld en hielden zich aan de leringen van hun leiders in het Oosten.
Elias Ashmole zou de laatste van de rozenkruisers en alchemisten zijn geweest en hij stierf in 1692. Vrijmetselarij was toen geen politiek of christelijk instituut, maar een geheime organisatie voor wie de prijs van gewetensvrijheid wilde winnen en kerkelijke vervolging wilde ontlopen. Dertig jaar na zijn dood zag de 'moderne vrijmetselarij' het licht, geboren op 24 juni 1717 in de Apple-tree taveerne, Charles Street, Covent Garden, London.
Toen de vrijmetselarij zich verbond met het templarisme, moesten de ridders als onschuldig (aan ketterij) worden voorgesteld en alle documenten van de rechtszaak, door Mohldenhawer uitgegeven, werden opgekocht, omdat die de 'schuld' van de orde bewezen. De orde die zogenaamd in de voetsporen van het templarisme trad, was een tak van het ultra-katholieke jezuïtisme en stond onder haar leiding. Dat nieuwe 'templarisme' werd in 1808 uit Frankrijk in Amerika geïntroduceerd. Gouverneur De Witt Clinton van New York was in 1816 Grootmeester van het Amerikaanse Templarisme. De pseudo-orde werd op 4 november 1804 in Parijs opgericht, door katholieke Stuart-aanhangers, met een valse Constitutie, La Charte de transmission (tabula aurea Larmenii). De eerste Grootmeester van deze valse orde was dr. Fabré-Palaprat, die de naam Bernard Raymond aannam.
Graaf en jezuïet ridder M.A. Ramsay (1686-1743) begon als eerste met het idee dat de tempeliers waren verbonden met de Ridders van Malta, waar de vrijmetselaars van Sint Johannes van zouden afstammen. De katholieke kerk, die de vrijmetselarij als tegenstander ziet, had voortaan haar eigen vrijmetselarij om mee te concurreren. Daarom kreeg de vrijmetselarij een christelijk laagje en verklaart de vrijmetselaar in een persoonlijke god te geloven, Jehovah (of 'architect van het universum'), voor hij tot een loge kan toetreden en zweert hij een eed op de bijbel. De 'johannieter tempeliers' geloofden daarentegen in het onbekende en onzichtbare Principe, waar de creatieve krachten ('goden') uit voortkwamen en hielden zich aan de nazareense versie waarin Panthera de zondige vader was van Jezus, 'de zoon van god en de mensheid'.
Een brief van de vrijmetselaar Charles Sotheran is in Isis Ontsluierd opgenomen, waarin hij beweert dat onder meer de Aloude en Aangenomen Schotse Ritus van de 'zonen van Ignatius van Loyola' (jezuïeten) afstamt. De graden van riten werden gesticht door onder meer baron Hundt, ridder Ramsay, Tschoudy, Zinnendorf onder instructie van het Jezuïeten College van Clermont in Parijs. Volgens Blavatsky heeft het geheime genootschap van de jezuïeten een nauwe band met de vrijmetselarij in met name Frankrijk en Duitsland.
Volgens Blavatsky is de vrijmetselarij, net als het christendom, een lijk, waar de geest al lang geleden uit vervloog.

## Menes
Volgens Blavatsky was de Indiase Manu-Vena dezelfde als Menes. Manu-Vena komt voor in Kullûkka-Bhatta's Geschiedenis van India. Daarin emigreerde Manu-Vena na een vijfdaagse veldslag, via Ârya (Eran, Perzië) en Barria (Arabië) naar Masra (Caïro). De Ethiopiërs zouden van 'Oost-Ethiopiërs' afstammen, te weten Zuid-Indiërs, een donker arisch ras. In Philostratus' Leven van Apollonius van Tyana (III, xx) zou de brahmaan Iarchas ook zeggen, dat de Ethiopiërs van oorsprong een Indiaas ras waren, die moesten emigreren. De schedels van de Egyptische mummies zouden van het 'kaukasische' ofwel Aziatische type zijn. Ethiopisch schrift is net als het Sanskriet van links naar rechts geschreven en koningen geven net als de Zuid-Indiase raja's de kroon door aan hun neef. Manu-Vena, alias Menes, nam, volgens Blavatsky, de verering van de zon en maan mee naar Egypte. Ethiopië wordt mogelijk beschouwd als het mythische 'land van Poent' en dat was voor de Oude Egyptenaren een 'heilig land' en 'land van de goden', door oudere egyptologen verklaard als 'land van de voorouders'.